# Rochefort-en-Terre
Rochefort-en-Terre ist eine französische Gemeinde mit 636 Einwohnern (Stand 1. Januar 2022) im Département Morbihan in der Region Bretagne. Sie gehört zum Arrondissement Vannes und zum Kanton Questembert.
Rochefort-en-Terre gehört zu den schönsten Dörfern Frankreichs. Nachbargemeinden von Rochefort sind Pluherlin und Malansac.

## Bevölkerungsentwicklung
| Jahr      | 1962 | 1968 | 1975 | 1982 | 1990 | 1999 | 2007 | 2019 |
| Einwohner | 662  | 670  | 599  | 613  | 645  | 693  | 710  | 641  |

## Sehenswürdigkeiten
- Grand Rue mit einigen mittelalterlichen Häusern, die als Monument historique klassifiziert sind
- Stiftskirche Notre-Dame de la Tronchaye (12. Jahrhundert, Monument historique)
- Burgruine Rochefort (13. Jahrhundert)

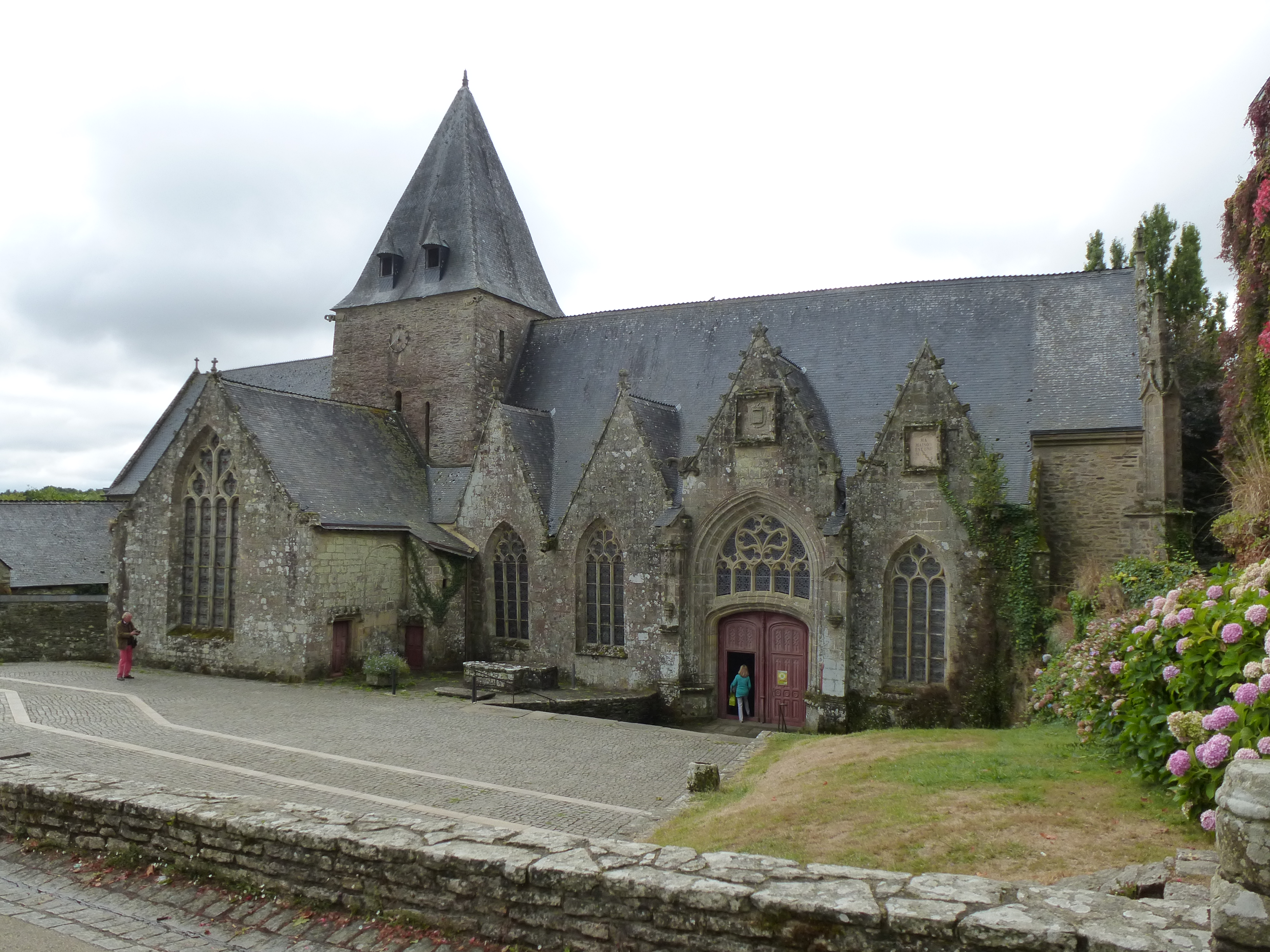
Stiftskirche Notre-Dame de la Tronchaye
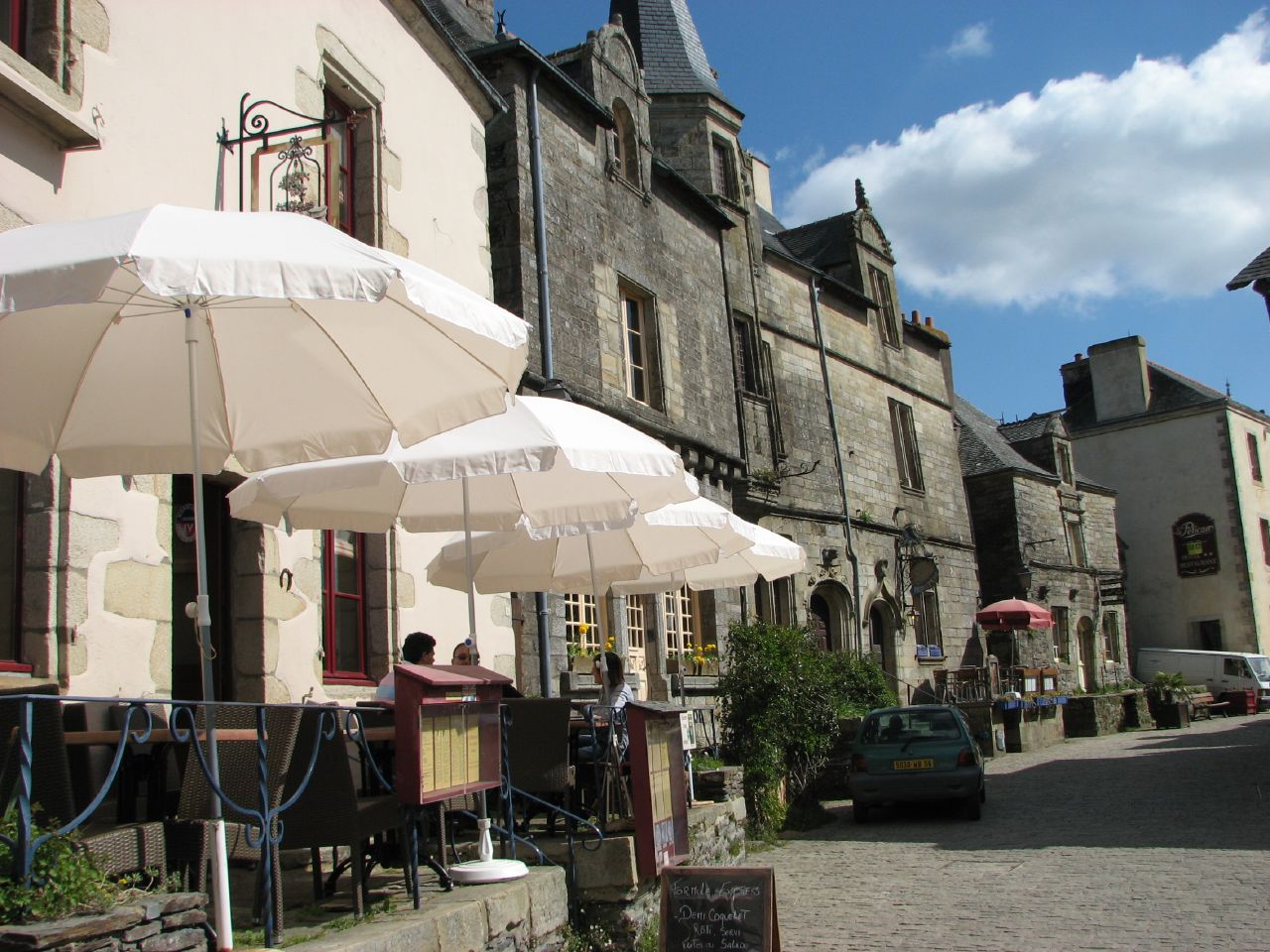
Ortsmitte

## Persönlichkeiten
- Françoise d’Amboise (1427–1485), Herzogin von Bretagne als Ehefrau des Herzogs Peter II., lebte einige Zeit bei ihrem Onkel in Rochefort